# Nomada secessa
Nomada secessa är en biart som beskrevs av Cockerell 1911. Nomada secessa ingår i släktet gökbin, och familjen långtungebin. Inga underarter finns listade i Catalogue of Life.